# 朴淡備
朴淡備（韓語：박담비，2001年2月10日—），韓國女藝人、啦啦隊員。

## 簡歷
2023年加入樂天巨人和蔚山現代摩比斯太陽神的啦啦隊員出道。同年6月22日-25日應中職樂天桃猿隊邀請首次來台交流應援，以樂天巨人啦啦隊身分隨應援團長和當時啦啦隊長李丹妃以及隊員李晧禎、趙娟週等4名，參與主題日「辣年糕趴」活動。
2024年6月22日，再次來台參與中職樂天桃猿隊於主場舉辦的「辣年糕趴」，並在比賽中與其他隊友共同以「韓式應援」為樂天桃猿隊應援。
2025年2月12日-13日，中華隊為備戰2026年世界棒球經典賽資格賽邀請韓職樂天巨人來台舉行「2025台韓國際交流賽」，樂天巨人也由應援團長及啦啦隊隊長睦那京等4名成員一起為球隊應援。

## 啦啦隊經歷

### 棒球
| 年份   | 隊伍名稱 | 備註 |
| ------ | -------- | ---- |
| 2023－ | 樂天巨人 |      |

### 籃球
| 年份   | 隊伍名稱             | 備註       |
| ------ | -------------------- | ---------- |
| 2023－ | 蔚山現代摩比斯太陽神 |            |
| 2024－ | 清州KB之星           | 女子籃球隊 |

## 備註
1. ↑  從2024年起校名將改為龜尾第一高中，並轉為男女同校。

## 外部連結
- 朴淡備的Instagram帳戶